# Everybody's Rockin'
Everybody's Rockin' es el decimocuarto álbum de estudio del músico canadiense Neil Young. El álbum fue grabado con The Shocking Pinks, una banda formada para la ocasión, e incluyó una selección de canciones de temática rockabilly, tanto antiguas como nuevas. Con una duración inferior a la media hora, Everybody's Rockin' presentó un sonido distinto a cualquier álbum previamente grabado por Young, desligándose de anteriores trabajos como Trans, en el que hizo un uso frecuente de los sintetizadores, así como del futuro Old Ways, puramente integrado por música country.

## Trasfondo
Tras crear una tensión interna en su compañía, Geffen Records, a raíz del lanzamiento el año anterior de Trans, Young ofreció al sello en 1983 un álbum de country grabado en el otoño anterior y titulado Old Ways. La música country había influido anteriormente a Young para realizar varios de sus discos más exitosos, como After the Gold Rush (1970), Harvest (1972) y Comes a Time (1978). Sin embargo, tras el fracaso comercial de Trans, David Geffen rechazó Old Ways y pidió a Young un «álbum de rock and roll».
Debido a ello, Young volvió al estudio de grabación y produjo rápidamente un conjunto de canciones sobre el primer periodo del rock and roll, incluyendo clásicos del género como «Bright Lights, Big City» de Jimmy Reed y «Mystery Train», grabado por Elvis Presley en sus primeros año con Sun Records. También incluyó composiciones nuevas en el proyecto, tales como «Kinda Fonda Wanda», que había compuesto inicialmente para su mujer Pegi Young. Por otra parte, «Wonderin'» data de la era de After the Gold Rush y formó parte de la lista de canciones de sus conciertos en formato acústico en 1970. Una versión de «Wonderin'» con Crazy Horse fue publicada en 2006 en el álbum Live at the Fillmore East.
Según Young, Everybody's Rockin' iba a ser un álbum conceptual, con dos canciones extra, «Get Gone» y «Don't Take Your Love Away From Me», que deberían «haber dado una mayor profundidad a The Shocking Pinks». Sin embargo, Geffen canceló las sesiones de grabación e impidió que Young terminara el álbum, que fue publicado tal y como estaba. Las dos canciones mencionadas fueron publicadas en el recopilatorio Lucky Thirteen. 
Young explicó en 1995 su inspiración para el álbum, comentando que «había muy poca profundidad en el material. Eran todas canciones superficiales. Pero hubo un tiempo en que la música era así, cuando todas las estrellas del pop eran así. Y era buena música, música realmente buena... Además, era una manera más de destruir lo que habíaconstruido. Sin hacer eso, no sería capaz de hacer lo que hago ahora».
La revista Q situó a Everybody's Rockin' en el puesto 49 de la lista de los 50 peores álbumes de todos los tiempos.

## Recepción
Tras su publicación, Everybody's Rockin' se convirtió en uno de los discos peor valorados de la carrera musical de Neil Young. Robert Christgau escribió en Village Voice: «Las versiones son redundantes o peores, así como las dos canciones originales». El periódico New Musical Express añadió: «Al menos Neil Young se ha resistido a unirse a Crosby, Stills & Nash, aunque esta incursión en el pastiche del rockabilly es difícilmente mucho menos regresiva que aquello».
El propio Young expresó aprecio por Everybody's Rockin, que comparó favorablemente con su álbum de 1975 Tonight's the Night, aun reconociendo la razón de las críticas: «¿Qué soy yo? ¿Estúpido? ¿La gente piensa realmente que lo lancé pensando que era la peor cosa que había grabado? Obviamente soy consciente de que no lo es».

## Lista de canciones
Todas las canciones escritas y compuestas por Neil Young excepto donde se anota. 
| Cara A |                                       |                          |          |  |
| N.º    | Título                                | Escritor(es)             | Duración |  |
| 1.     | «Betty Lou's Got a New Pair of Shoes» | Bobby Freeman            | 3:02     |  |
| 2.     | «Rainin' in My Heart»                 | Slim Harpo, Jerry West   | 2:11     |  |
| 3.     | «Payola Blues»                        | Ben Keith, Neil Young    | 3:09     |  |
| 4.     | «Wonderin'»                           |                          | 2:59     |  |
| 5.     | «Kinda Fonda Wanda»                   | Tim Drummond, Neil Young | 1:51     |  |

| Cara B |                           |                             |          |  |
| N.º    | Título                    | Escritor(es)                | Duración |  |
| 1.     | «Jellyroll Man»           |                             | 2:00     |  |
| 2.     | «Bright Lights, Big City» | Jimmy Reed                  | 2:18     |  |
| 3.     | «Cry, Cry, Cry»           |                             | 2:39     |  |
| 4.     | «Mystery Train»           | Junior Parker, Sam Phillips | 2:47     |  |
| 5.     | «Everybody's Rockin'»     |                             | 1:57     |  |

## Personal
- Neil Young: piano, guitarra, armónica y voz.
- Ben Keith: guitarra principal y saxofón alto.
- Tim Drummond: contrabajo
- Karl Himmel: tambor de batería
- Larry Byrom: piano y coros
- Rick Palombi: coros
- Anthony Crawford: coros

## Posición en listas
Álbum
| País           | Lista                      | Posición |
| -------------- | -------------------------- | -------- |
| Alemania       | Media Control Top-50 Chart | 61       |
| Canadá         | Canadian Albums Chart      | 22       |
| Estados Unidos | Billboard 200              | 46       |
| Noruega        | VG-lista Albums Chart      | 18       |
| Nueva Zelanda  | New Zealand Albums Chart   | 21       |
| Reino Unido    | UK Albums Chart            | 50       |
| Países Bajos   | Mega Album Top 100         | 29       |
| Suecia         | Albums Top 60              | 15       |